# Sinagoga de Monticelli d'Ongina
La sinagoga de Monticelli d'Ongina, actualmente restaurada y utilizada como apartamento, estaba ubicada en Monticelli d'Ongina en un edificio de la actual Via Garibaldi.

## El edificio
Poco se sabe de esta sinagoga. Fue construida en 1840 en el solar de un oratorio anterior del que, sin embargo, no hay información cierta. El edificio albergaba la casa del rabino y la sala de oración de la próspera comunidad judía de Monticelli d'Ongina. Con el progresivo declive demográfico de la comunidad, cuyos miembros comenzaron a trasladarse a las ciudades, la sinagoga cayó en desuso, hasta que en 1930 se decidió su venta. Desde via Garibaldi todavía se pueden ver algunas ventanas arqueadas con pequeñas columnas, mientras que desde via Cavour se puede percibir una ventana cortada por la mitad de una sala de oración en el último piso del edificio, que debe haber sido más grande que la parte visible actualmente. En ausencia de documentación, es imposible ofrecer una descripción de lo que debieron ser las decoraciones y el mobiliario de la sinagoga. Sin embargo, una pieza importante de este lugar se exhibe en el Museo Judío Fausto Levi en Soragna: es el Aron Ha-Kodesh (Armario Sagrado) que contiene los rollos de la Torá.